# ハウェア湖
ハウェア湖（英: Lake Hāwea）は、ニュージーランドのオタゴ地方に位置しており、標高348メートルにある。この湖は、約141平方キロメートルの面積があり、最大水深は392メートルである。この湖の名前はマオリ語であり、地方部族にちなんで名付けられたと考えられているが、正確な意味は不明確である。

ハウェア湖のパノラマ

## 地理
1958年には、この湖の水位は、水力電気の発電量を増加させることを目的に、より多くの水量を貯蔵するため、人工的に20メートル上げられた。
おおよそ南北の軸に沿った最大延長で、この湖は、35キロメートルの長さがある。この湖は、最後の氷河期に造られた氷河谷の中にあり、ハンター川によって水が供給される。8キロメートル西には、平行する氷河谷にワナカ湖がある。最も近接する地点（ザ・ネックと呼ばれる岩の隆起）では、2つの湖は、1,000メートルしか離れていない。ハウェア湖は、約10,000年前に作られたターミナルモレーンによって南側がせき止められたものである。
この湖の周囲で平坦な唯一の地域は、湖の南端にあって、ハウェア川への流出口を取り巻いている。この川は、クルーサ川の短い支流であり、アルバート・タウンの近くで合流する。ハウェアの集落は、湖の南岸にある。
この湖は、有名な行楽地であり、夏には釣り、ボートそして水泳のためによく利用される。近隣の山々と急流のおかげで、ジェットボートとスキーのための施設が近くにあって、一年中、アドベンチャー・ツーリズムを楽しむことができる。
ヨーロッパ人による歴史以前、ハウェアは重要な役割を演じた。1830年代、ハウェアのマオリ人住民が、南島の東海岸の住民に対して、高山の山道を越えての戦士テ・プオホの部隊による攻撃計画の警告をもたらした。

## 参照

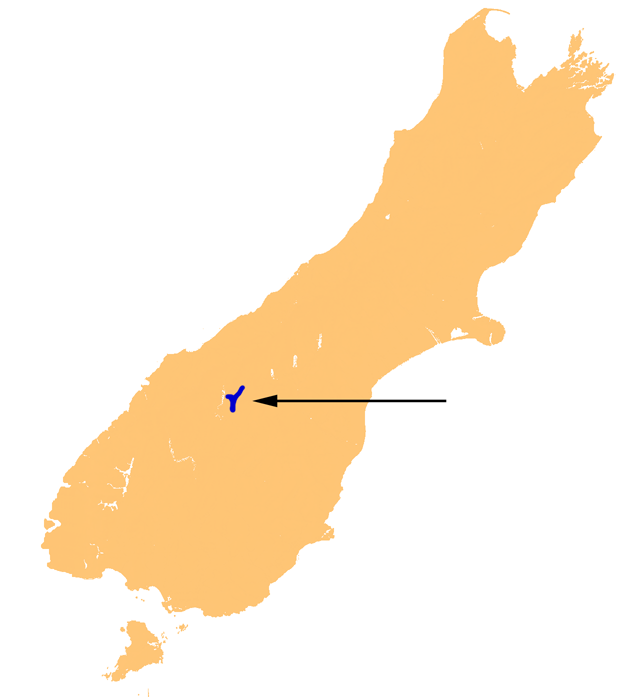
ハウェア湖の位置

- Wise's New Zealand Guide (4th ed.). (1969). Dunedin, NZ: H.Wise & Co. (N.Z.) Ltd.
- Encyclopædia Britannica. Retrieved February, 2006, from Encyclopædia Britannica Premium Service.